# NGC 5098B
NGC 5098B is een elliptisch sterrenstelsel in het sterrenbeeld Jachthonden. Het hemelobject werd op 29 april 1827 ontdekt door de Britse astronoom John Herschel.

## Synoniemen
- MCG 6-29-78
- ZWG 189.52
- PGC 46515